# Transfiguració (religió)
La transfiguració és l'assumpció d'un estat de gràcia divina momentània per part de mestres espirituals, o de la seua percepció per part dels seus seguidors. En el món cristià són habituals les referències a la transfiguració de Jesús que volen denotar la naturalesa divina de Jesús de Natzaret.

## Instàncies en les escriptures judeocristianes i la tradició
Transfiguració de JacobA l'escala de Jacob, al final d'aquesta instrucció, en comptes de ser donat el nou nom d'Israel, Jacob és presentat a la seva contrapart celestial, l'àngel Israel.
Transfiguració d'HenocEn el Llibre d'Henoc, quan Henoc torna a la Terra, li diu als seus fills que encara que ells ho veuen com el terrenal, l'humà Henoc, hi ha igualment un angelical Henoc (Metatron) que ha restat en Presència del Senyor.
Transfiguració d'EliesLa Càbala es refereix a Sandalphon com un arcàngel, que és la transfiguració d'Elies.
Transfiguració de MoisèsL'apòcrif el supòsit de Moisès ofereix una relació detallada de les hipòtesis i la transfiguració de Moisès.